# Філіпенко Володимир Степанович
Володимир Степанович Філіпенко (нар. 22 квітня 1933, селище Зімов’є Черепановського району Новосибірської області, Росія — 23 вересня 1994, м. Тернопіль, Україна) — український спортсмен (велоспорт).

## Спортивні здобутки
- Майстер спорту СРСР (1956; 1-й на Тернопільщині з цього виду спорту).
- Багаторазовий переможець і призер змагань Всесоюзної ради «Урожай» та Центральної ради ДСТ «Колос» (1955-1962),
- учасник 1-х міжнародних велогонок українсько-польської дружби пам'яті В. Скопенка.
- Суддя міжнародної категорії,
- національний комісар України з велоспорту (1991-1994).

## Життєпис
Працював у м. Тернополі тренером у СТ «Колос» та «Локомотив». Підготував понад 30 майстрів спорту.
Загинув трагічно.

## Вшанування пам'яті
Від 1995 в Тернополі щорічно проводять всеукраїнські велоперегони пам'яті В. Філіпенка.